# Nad Rokytkou
Nad Rokytkou je rezidenční čtvrť ve Vysočanech a Hloubětíně na Praze 9. Developerský projekt se na ploše více než 15 hektarů realizuje od roku 2006. Pozemky koupil v roce 2001 izraelský developer BCD Group, který na projektu spolupracuje s firmou Broomwell Developments. Projekt je pojmenován podle polohy domů nedaleko říčky Rokytky. Po dokončení devíti etap by mělo být k dispozici přibližně 2000 bytů. Předností projektu jsou nízké bytové domy, které jsou zasazeny do upravené parkové plochy. V plánech projektanta je také výstavba mateřské a základní školy, sportovního centra a hotelu.

## 1. etapa – Zahrady nad Rokytkou I. (2006–2008)

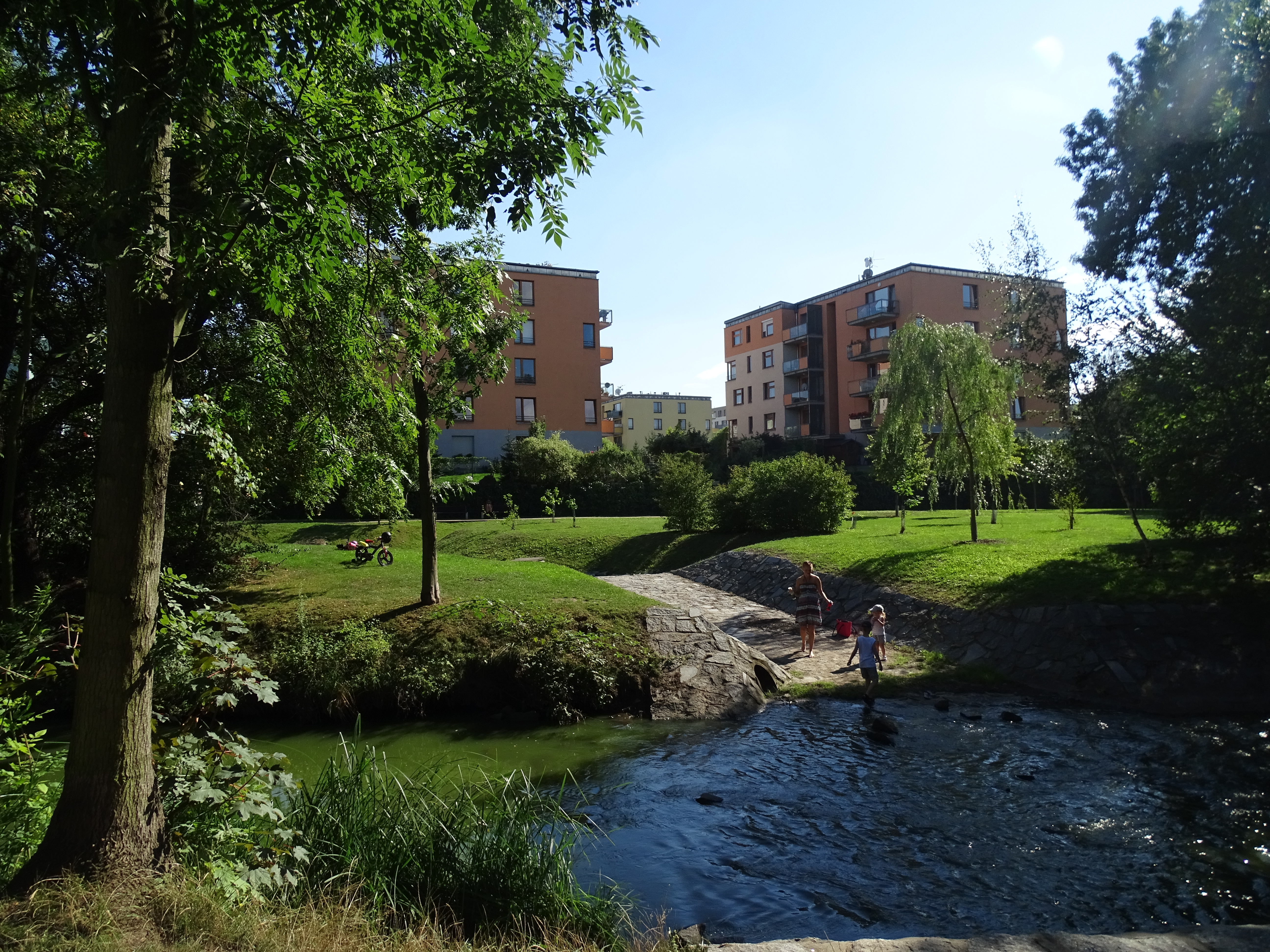
1. etapa – pohled od Rokytky

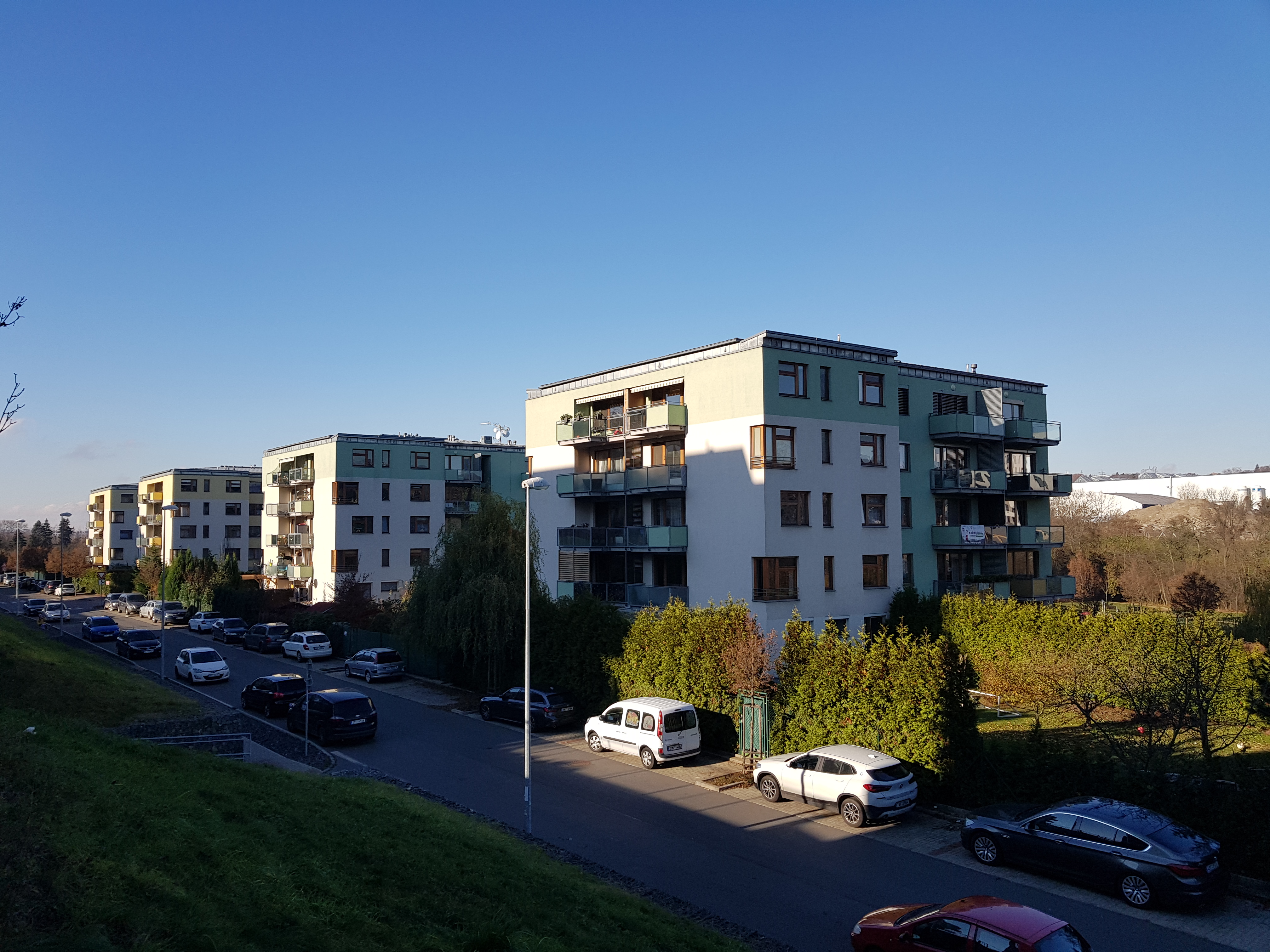
1. etapa – ulice Modrého

Sedm pětipodlažních obytných domů, které byly dokončeny v létě 2008, je soustředěno kolem ulice Nepelova (tři na severní straně, čtyři na jižní straně) v katastrálním území Hloubětín. V domech je 195 bytů s balkony, lodžiemi nebo terasami. Ulice je lemována stromy. Po obou stranách ulice jsou kolmá parkovací stání. Uprostřed severní strany naproti ulici Hany Maškové je odpočinková zóna s lavičkami z betonu a hodiny v moderním provedení. Od ní vede mezi domy čp. 950/4 a čp. 948/2 cesta k Rokytce. Západním směrem je zahrádkářská kolonie, na sever i východ je parková úprava, na východní straně je i dětské hřiště. Příjezd k domům je z ulice Poděbradské, přes ulici U Elektry, Modrého, Hany Maškové do Nepelovy.

## 2. etapa – Dvůr nad Rokytkou (2007–2009)

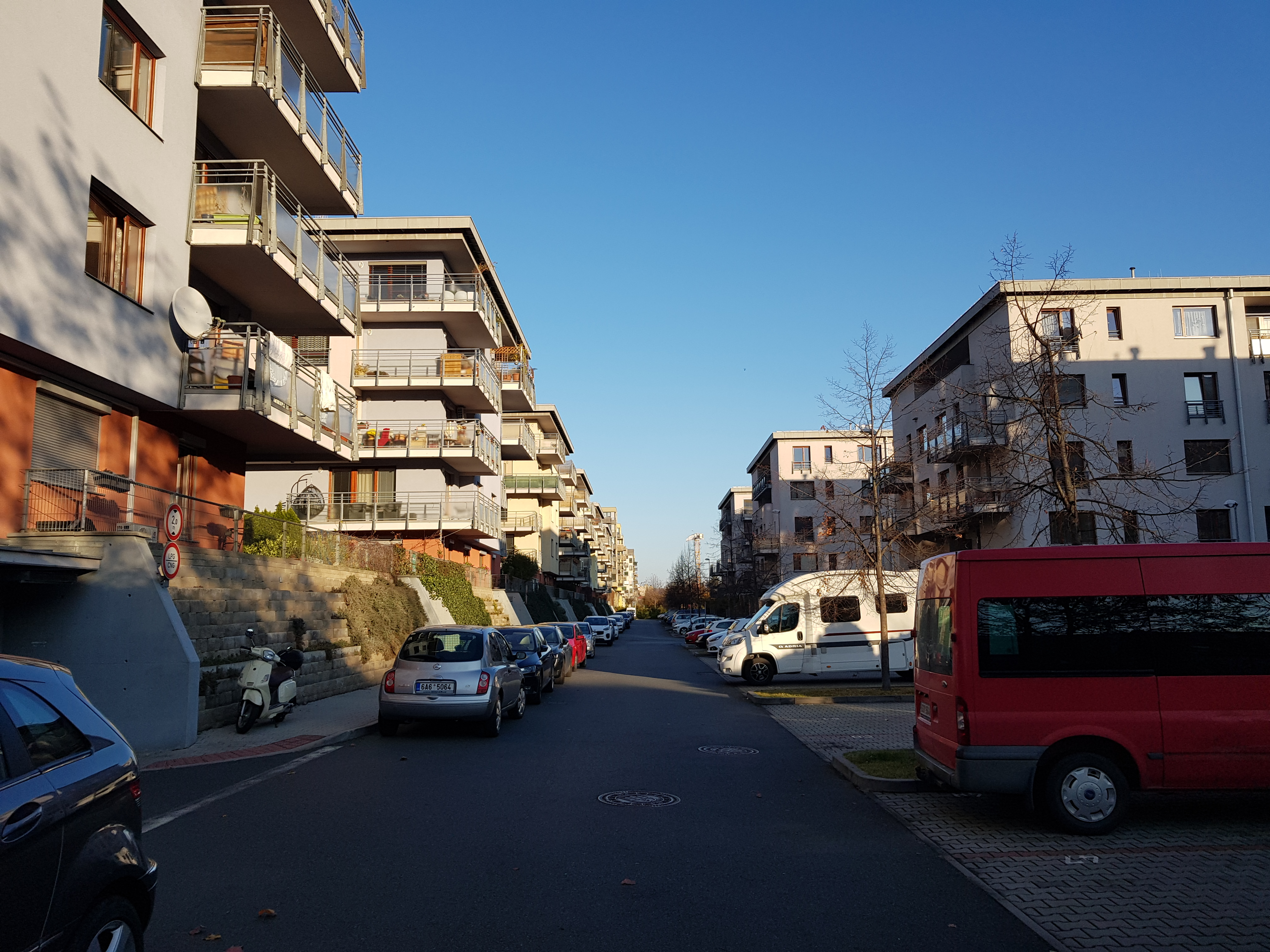
Dvůr nad Rokytkou, ulice Jana Přibíka

Deset obytných domů bylo postaveno v katastrálním území Vysočany podél ulice Jana Přibíka (šest na severní straně a čtyři na jižní straně). Severní řada, podél které vede cyklostezka, je ve vyšší nadmořské výšce a kopíruje trasu bývalé železniční vlečky. V šesti typech objektů o pěti nadzemních podlažích je celkem 275 bytových jednotek o velikosti 27 až 84 metrů čtverečních. Součástí projektu je 273 parkovacích míst. Architektura tohoto projektu vznikla v ateliéru Bílek Associates. Domy byly zkolaudovány v roce 2009. Příjezd k domům je z ulice Poděbradské, Podkovářskou do Jana Přibíka.

## 3. etapa – Rezidence nad Rokytkou (2011–2012)

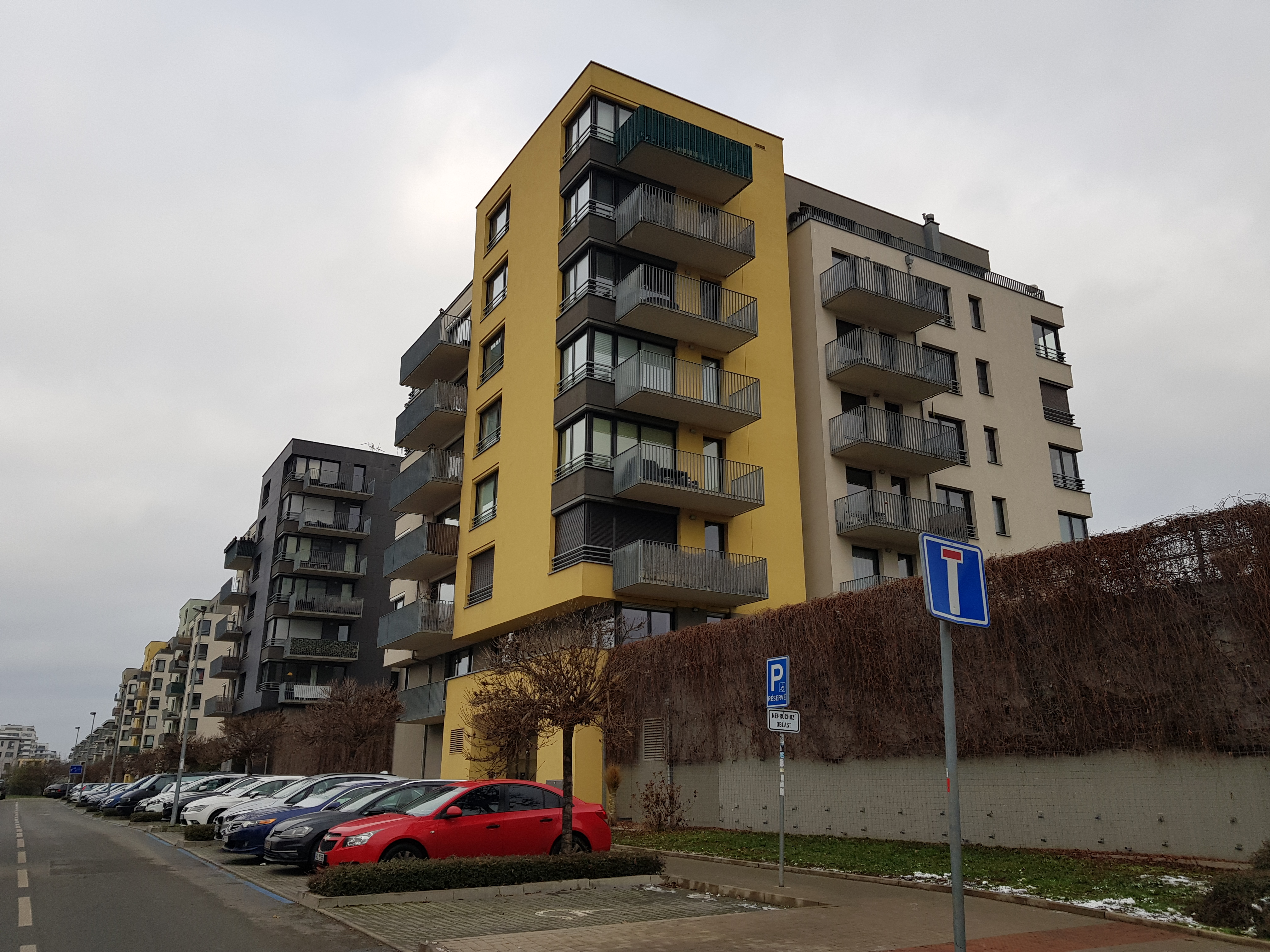
3. etapa – Rezidence nad Rokytkou

Pět obytných domů se 160 byty ve variantách 1+kk až 3+kk o velikosti 46 až 75 metrů čtverečních bylo postaveno v katastrálním území Vysočany na severní straně ulice Sousedíkovy. Domy jsou sedmipodlažní (6 nadzemních podlaží a jedno ustupující) a je v nich stylová vstupní lobby kombinující sklo a umělý kámen. Každý byt má vlastní terasu, u přízemních bytů ji nahrazují předzahrádky. Autorem architektonického a projektového řešení byl ateliér Loxia. Základní kámen položil starosta Městské části Praha 9 Jan Jarolím 3. března 2011. Domy byly zkolaudovány byly v roce 2012. Příjezd k domům je z ulice Poděbradské, U Elektry do Sousedíkovy.

## 4. etapa – Zahrady nad Rokytkou II. (2014–2016)

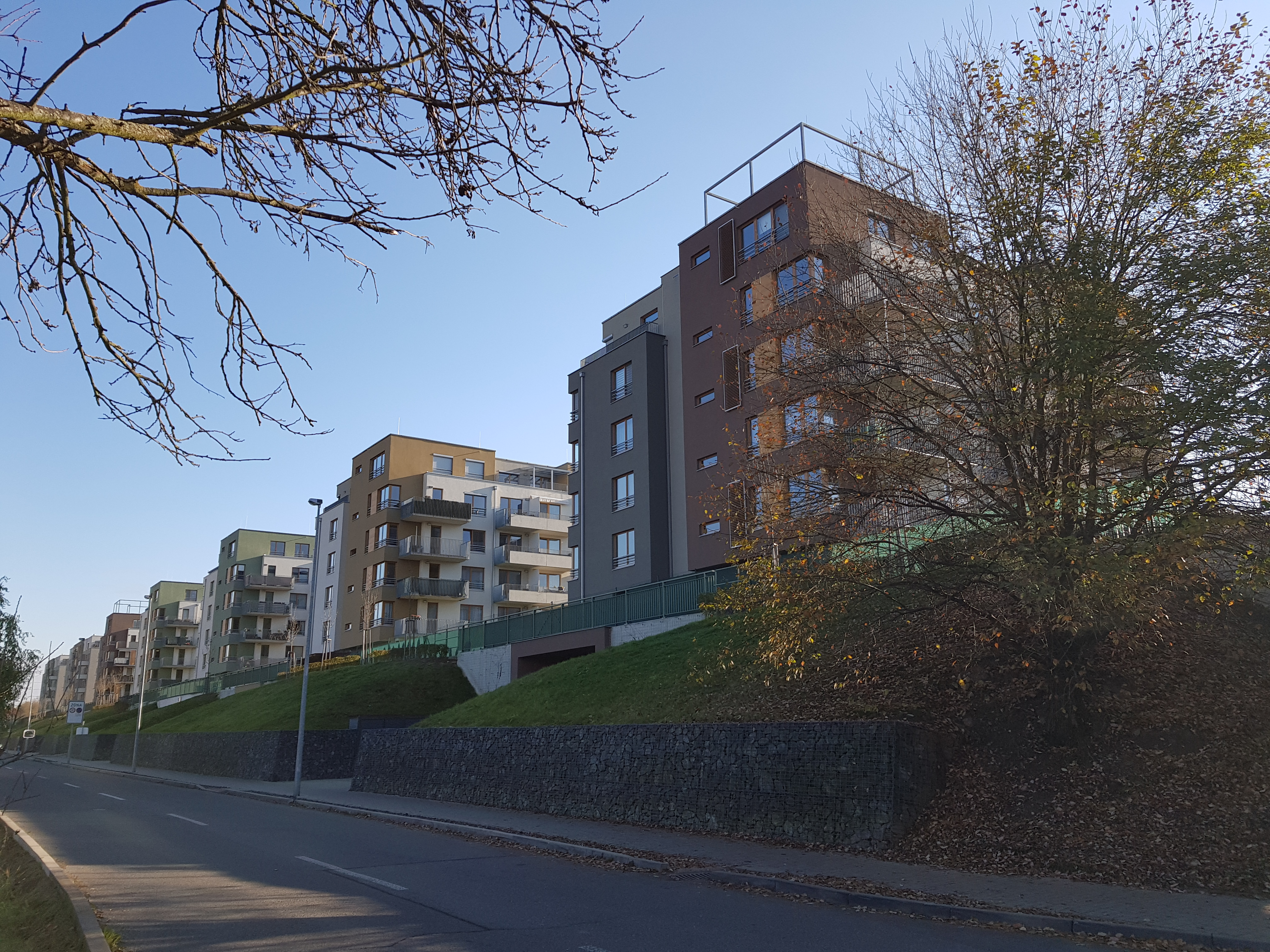
Zahrady nad Rokytkou II.

Sedm obytných domů bylo postaveno v katastrálním území Vysočany a Hloubětín na jižní straně ulice Modrého nad svahem, ve kterém jsou vjezdy do garáží a vchody do domů. Projekt byl dokončen v letech 2015 (domy s označením 6 a 7 na východní straně) a 2016 (domy 1 až 5 na západní straně). Autorem projektu této etapy je pražský atelier Loxia. V sedmi šestipodlažních domech je 282 bytů s balkony, předzahrádkami a prostornými terasami. Byty mají dispozici od 1+kk až 4+kk. Podél jižní strany ulice nad svahem vede stezka pro cyklisty A26. Domy a cyklostezka kopírují trasu bývalé železniční vlečky. Příjezd k domům je z ulice Poděbradské, U Elektry a do Modrého.

## 5. etapa – Inspirace Nad Rokytkou (2020–)

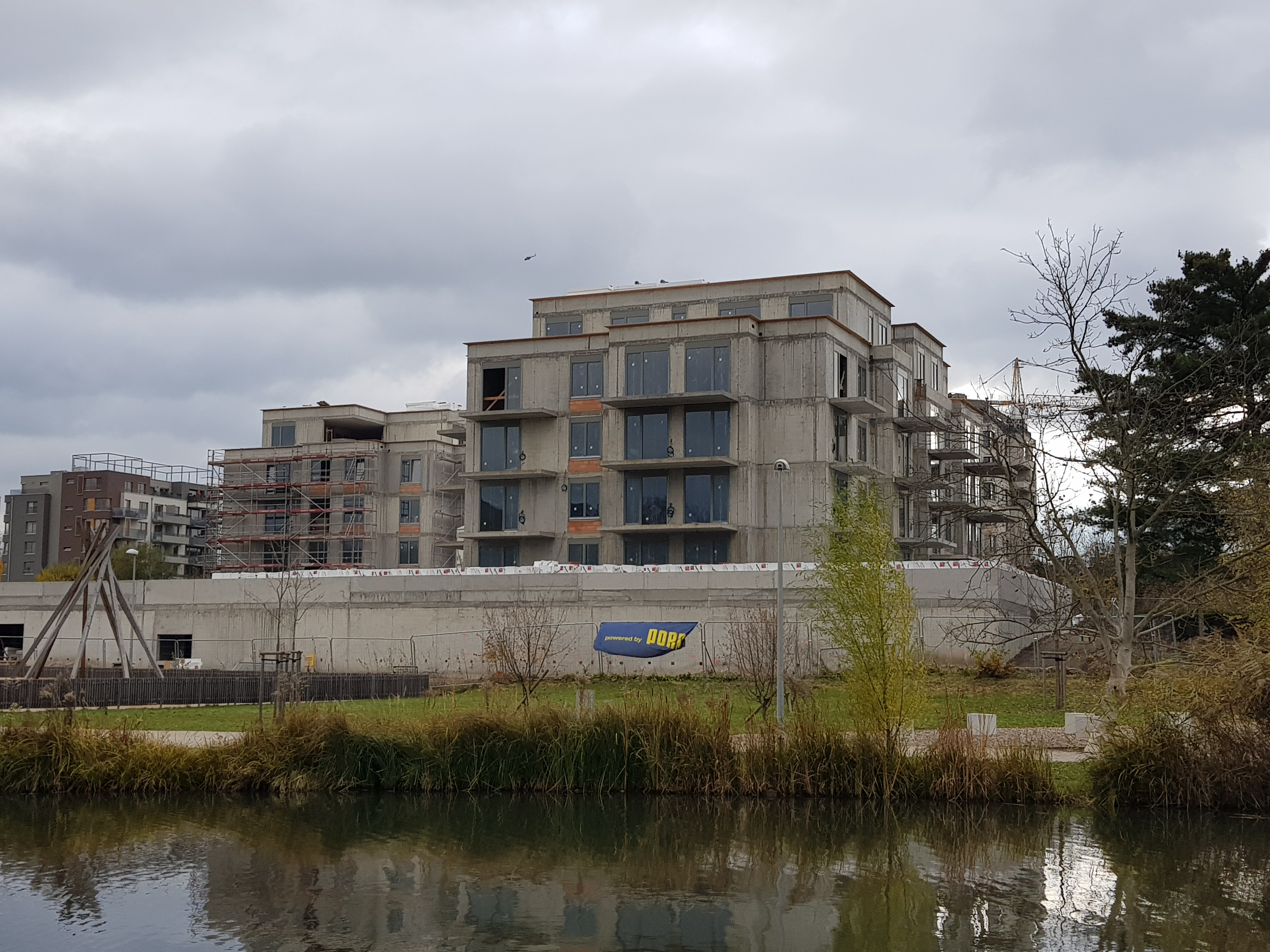
5. etapa – Inspirace nad Rokytkou, stav výstavby v roce 2021

Ve dvou bytových domech v ulici Ivana Hlinky v těsném sousedství parku Zahrádky bude 76 bytů o dispozici od 1+kk až po 4+kk s balkóny, terasami a předzahrádkami. Výstavba začala v listopadu 2020 a měla by být ukončena v roce 2022. Domy mají pět nadzemních podlaží, přičemž poslední podlaží je ustupující. Na severovýchodní straně areálu se bude nacházet dětské hřiště. Součástí projektu je i retenční nádrž na dešťovou vodu s akumulačním objemem pro umožnění závlahy společné zeleně.